# 造園植物
造園植物(ぞうえんしょくぶつ)とは、庭園や公園など、生活空間を彩り、景観等を良くする植物である。

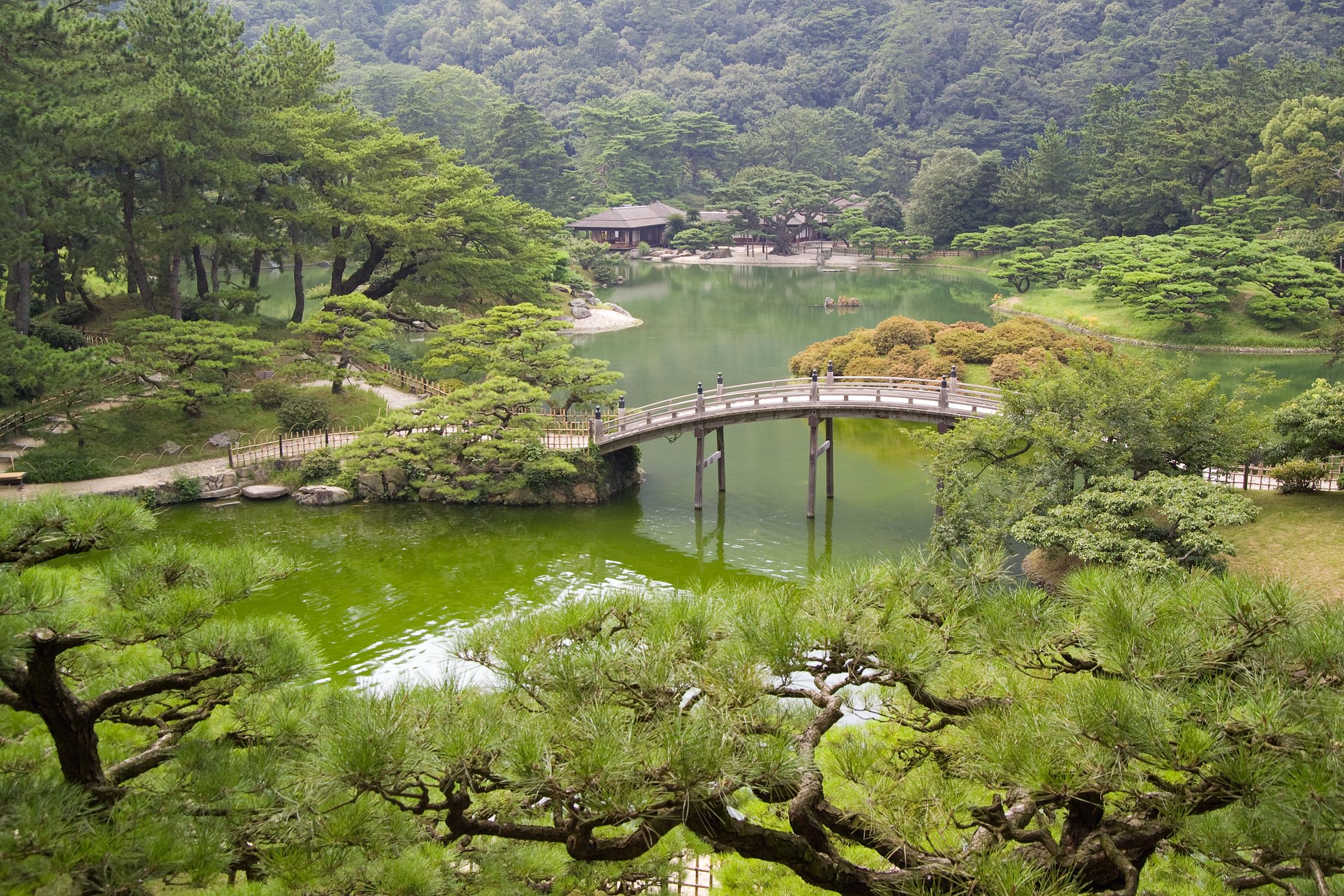
日本の栗林公園の造園植物

## 定義と種類
定義
公園や庭園等の人の生活空間等に植えられ、環境や景観を保全・改善するための植物のことである。
種類
植えられる場所や用途により、名称が異なる。(庭木・公園樹・街路樹など)　また、高木・中木・低木・花木・緑葉樹・落葉樹などの樹木の性質などによっても、名称が異なる。

## 条件
条件は、人が楽しめるもの、環境に対して適応性があるもの、形が仕立てやすいもの、病気、害虫、損害からの回復力が強いものが望ましい。

## 用途
景観、環境等を改善や維持したりするために使われることや、人々がリラックスするために使われることも多いほか、防火、目隠し、土地の境界線としても使われることがある。

## 代表的な植物
高木の針葉樹
アカマツ、イチイ、スギ、ヒノキ、カラマツ、クロマツ、メタセコイヤ
高木の常緑広葉樹
アラカシ、ツブラジイ、ヒイラギ、マテバシイ、ヤマモモ、キンモクセイ、サザンカ、トウネズミモチ、モチノキ、ユーカリ、クスノキ、ソヨゴ、クロガネモチ、シマトネリコ、ヤブツバキ、ゲッケイジュ、シラカシ、タブノキ、ヤブニッケイ
高木の落葉広葉樹
イタヤカエデ、オオヤマザクラ、シラカンバ、トチノキ、ネムノキ、マンサク、イチョウ、カシワ、クヌギ、サルスベリ、ナツツバキ、ノムラモミジ、ミズナラ、ヤマザクラ、イヌシデ、エノキ、カツラ、シダレザクラ、ソメイヨシノ、ナナカマド、ハルニレ、ムクゲ、ヤマハンノキ、ハナミズキ、イロハモミジ、コナラ、シダレヤナギ、ナンキンハゼ、ハナモクレン、ヒメシャラ、ムクノキ、ヤマボウシ、ポプラ、ウメ、オオシマザクラ、コブシ、トウカエデ、ハナカイドウ、ブナ、モミジハフウ
低木(常緑)
アオキ、カンツバキ、サツキ、ナンテン、ヒイラギナンテン、プリペット、マンリョウ、クサツゲ、シャクナゲ、センリョウ、ヤマツツジ、イヌツゲ、キョウチクトウ、クチナシ、シャリンバイ、トキワサンザシ、ベニバナシャリンバイ、リュウキュウツツジ、キリシマツツジ、コクチナシ、ヒラドツツジ
低木(落葉)
ボケ、ヤエヤマブキ、アジサイ、ドウダンツツジ、マユミ、ユキヤナギ、コムラサキシキブ、ミツバツツジ、ライラック、シモツケ、レンギョウ、ガクアジサイ、セイヨウアジサイ、ネコヤナギ、フヨウ、ヤマハギ、レンゲツツジ
竹類
カンチク、モウソウチク、クロチク、トウチク、ホテイチク
特殊樹木
カナリーヤシ、ワシントンヤシ、ソテツ、トウジュロ、フジ、ヤタイヤシ
木草本類
キチジョウジソウ、シバザクラ、セキショウ、ハナショウブ、ユキノシタ、エビネ、ギボウシ、タマスダレ、ヒメシャガ、マツバギク、アジュガ、オウバイ、クサソテツ、タマリュウ、ヒガンバナ、フヨウ、コクチナシ、シュンラン、スイセン、ヤブコウジ、リュウノヒゲ、イカリソウ、オオキンケイギク、トクサ、ハナニラ、ヤブラン
つる性類
アケビ、キヅタ、ナツヅタ、スイカズラ
笹類
オカメザサ、ミヤコザサ、クマザサ、コグマザサ、チゴザサ